# Racine carrée Tour
Tournées par Stromae
Stromae Tour
Le Racine carrée Tour est la deuxième tournée du chanteur belge Stromae, qui fait suite à la sortie de son deuxième album Racine carrée. Elle a débuté le 9 novembre 2013 au Paloma de Nîmes et s'est terminée le 17 octobre 2015 à l'ULK Stadium de Kigali (Rwanda).
Un album live sous format vidéo, baptisée Racine Carrée Live, enregistré lors la tournée est publié le 11 décembre 2015 en DVD ou Blu-Ray.

## Développement
Contrairement à sa tournée précédente, et à la suite du succès des réservations, le Racine carrée Tour est divisée en trois parties. La première arpente les petites salles européennes avec une mise en scène minimaliste. Elle sera jouée devant plus de 40 000 personnes. La deuxième partie, débutant en mars 2014, sillonne les plus grandes salles avec une mise en scène beaucoup plus élaborée. Ainsi, Stromae remplit progressivement six Bercy, trois zénith de Paris, trois Forest National, trois Palais 12, un Sportapaleis, sans compter les dizaines de Zénith partout en France, et même des dates hors du continent européen (notamment 2 dates en Afrique du Nord et une dizaine de dates sur le continent nord-américain, dont les États-Unis). Près d'un million et demi de personnes assisteront à cette partie. Le 1er décembre 2014, après la dernière date prévue en France, une nouvelle prolongation est annoncée jusqu'au 1er octobre 2015 dans la mythique salle du Madison Square Garden à New York, avec des dates en Asie, en Afrique, en Amérique du Sud, etc. Cette dernière partie devrait attirer environ 200 000 personnes.
Au total, ce sont donc près de 1,7 million de personnes qui assisteront à cette tournée.
Pour la partie de sa tournée aux États-Unis, Stromae a voulu faire le buzz en lançant quatre vidéos : une ou il chantait à Times Square, une autre ou il chantait également, mais cette fois-ci dans un vieux bar à Seattle, une troisième ou il se mariait avec son double de Tous les mêmes dans une chapelle de Los Angeles et une dernière ou il est en voiture à San Francisco et se fait arrêter par les policiers.

## Setlist
1. Ta fête
2. Bâtard
3. Peace or Violence
4. Te quiero
5. Tous les mêmes
6. Ave Cesaria
7. Sommeil
8. Quand c'est ?
9. Je cours
10. Moules frites
11. Formidable
12. Silence
13. Carmen
14. Humain à l'eau
15. Alors on danse
16. Papaoutai
17. Merci
18. Tous les mêmes (a cappella)
19. Moules frites (a cappella)

## Dates de la tournée (première partie)
| 9 novembre 2013       | Nîmes                 | France                | Paloma                | 1 750  |
| 10 novembre 2013      | Nîmes                 | France                | Paloma                | 1 750  |
| 13 novembre 2013      | Toulouse              | France                | Le Bikini             | 1 500  |
| 14 novembre 2013      | Dijon                 | France                | La Vapeur             | 750    |
| 15 novembre 2013      | Marseille             | France                | Le Moulin             | 1 500  |
| 21 novembre 2013      | Nancy                 | France                | L'Autre Canal         | 1 200  |
| 22 novembre 2013      | Thônex                | Suisse                | Thônex Live           | 1 500  |
| 23 novembre 2013      | Villeurbanne          | France                | Le Transbordeur       | 1 800  |
| 27 novembre 2013      | Zurich                | Suisse                | X-tra                 | 1 200  |
| 28 novembre 2013      | Reims                 | France                | La Cartonnerie        | 1 200  |
| 29 novembre 2013      | Rouen                 | France                | Le 106                | 1 100  |
| 30 novembre 2013      | Orléans               | France                | L'Astrolabe           | 550    |
| 5 décembre 2013       | Cenon                 | France                | Le Rocher de Palmer   | 1 200  |
| 7 décembre 2013       | La Rochelle           | France                | La Sirène             | 1 000  |
| 9 décembre 2013       | Paris                 | France                | Le Trianon            | 1 100  |
| 11 décembre 2013      | Londres               | Royaume-Uni           | La Scala              | 1 100  |
| 12 décembre 2013      | Berlin                | Allemagne             | Tempodrom             | 3 700  |
| 17 décembre 2013      | Lille                 | France                | L'Aéronef             | 2 000  |
| 18 décembre 2013      | Bruxelles             | Belgique              | Ancienne Belgique     | 2 000  |
| 19 décembre 2013      | Anvers                | Belgique              | Trix                  | 750    |
| 20 décembre 2013      | Esch-sur-Alzette      | Luxembourg            | Rockhal               | 6 500  |
| 21 décembre 2013      | Amsterdam             | Pays-Bas              | Melkweg               | 1 500  |
| 23 janvier 2014       | Utrecht               | Pays-Bas              | Vredenburg            | 1 700  |
| 24 janvier 2014       | Eindhoven             | Pays-Bas              | Effenaar              | 1 200  |
| 3 février 2014        | Cologne               | Allemagne             | Gloria                | 950    |
| 4 février 2014        | Munich                | Allemagne             | Muffathalle           | 1 200  |
| 5 février 2014        | Vienne                | Autriche              | Arena                 | 1 500  |
| 17 février 2014       | Hambourg              | Allemagne             | Große Freiheit 36     | 1 200  |
| 18 février 2014       | Berlin                | Allemagne             | Astra Kulturhaus      | 1 500  |
| 20 février 2014       | Londres               | Royaume-Uni           | KOKO                  | 2 500  |
| Total première partie | Total première partie | Total première partie | Total première partie | 48 400 |

## Dates de la tournée (deuxième partie)
| Date                    | Ville                   | Pays                    | Lieu                                | Affluence |         |         |
| Europe,                 | Europe,                 | Europe,                 | Europe,                             | Europe,   | Europe, | Europe, |
| ----------------------- | ----------------------- | ----------------------- | ----------------------------------- | --------- | ------- | ------- |
| 7 mars 2014             | Orléans                 | France                  | Zénith d'Orléans                    | 6 900     |         |         |
| 8 mars 2014             | Amiens                  | France                  | Zénith d'Amiens                     | 6 000     |         |         |
| 13 mars 2014            | Rennes                  | France                  | Le Liberté                          | 5 300     |         |         |
| 14 mars 2014            | Brest                   | France                  | Penfeld                             | 12 000    |         |         |
| 15 mars 2014            | Caen                    | France                  | Zénith de Caen                      | 6 900     |         |         |
| 16 mars 2014            | Angers                  | France                  | Amphitéa                            | 7 500     |         |         |
| 20 mars 2014            | Limoges                 | France                  | Zénith de Limoges                   | 6 000     |         |         |
| 21 mars 2014            | L'Isle-d'Espagnac       | France                  | Espace Carat                        | 7 000     |         |         |
| 22 mars 2014            | Le Grand-Quevilly       | France                  | Zénith de Rouen                     | 8 000     |         |         |
| 26 mars 2014            | Genève                  | Suisse                  | Geneva Arena                        | 9 500     |         |         |
| 27 mars 2014            | Nice                    | France                  | Palais Nikaïa                       | 9 000     |         |         |
| 28 mars 2014            | Montpellier             | France                  | Zénith Sud                          | 6 300     |         |         |
| 29 mars 2014            | Pau                     | France                  | Zénith de Pau                       | 7 500     |         |         |
| 2 avril 2014            | Amsterdam               | Pays-Bas                | Heineken Music Hall                 | 5 500     |         |         |
| 4 avril 2014            | Bruxelles               | Belgique                | Forest National                     | 8 400     |         |         |
| 5 avril 2014            | Bruxelles               | Belgique                | Forest National                     | 8 400     |         |         |
| 6 avril 2014            | Bruxelles               | Belgique                | Forest National                     | 8 400     |         |         |
| 8 avril 2014            | Paris                   | France                  | Zénith de Paris                     | 6 200     |         |         |
| 9 avril 2014            | Paris                   | France                  | Zénith de Paris                     | 6 200     |         |         |
| 10 avril 2014           | Paris                   | France                  | Zénith de Paris                     | 6 200     |         |         |
| 12 avril 2014           | Strasbourg              | France                  | Zénith de Strasbourg                | 12 000    |         |         |
| 13 avril 2014           | Lille                   | France                  | Zénith de Lille                     | 7 000     |         |         |
| 15 avril 2014           | Anvers                  | Belgique                | Lotto Arena                         | 5 200     |         |         |
| 17 avril 2014           | Grenoble                | France                  | Le Summum                           | 5 000     |         |         |
| 18 avril 2014           | Dijon                   | France                  | Zénith de Dijon                     | 9 000     |         |         |
| 19 avril 2014           | Amnéville               | France                  | Galaxie d'Amnéville                 | 12 200    |         |         |
| 22 avril 2014           | Bourges                 | France                  | Printemps de Bourges                | 7 000     |         |         |
| 24 avril 2014           | Saint-Herblain          | France                  | Zénith de Nantes Métropole          | 9 000     |         |         |
| 25 avril 2014           | Bordeaux                | France                  | Patinoire de Mériadeck              | 7 200     |         |         |
| 26 avril 2014           | Lyon                    | France                  | Halle Tony-Garnier                  | 17 000    |         |         |
| 29 avril 2014           | Toulouse                | France                  | Zénith de Toulouse                  | 11 000    |         |         |
| 30 avril 2014           | Marseille               | France                  | Le Dôme                             | 8 500     |         |         |
| 3 mai 2014              | Stavanger               | Norvège                 | Landstreffet Festival               | 5 000     |         |         |
| 14 mai 2014             | Karlsruhe               | Allemagne               | Tollhaus Kulturzentrum              | 1 500     |         |         |
| 15 mai 2014             | Fribourg                | Allemagne               | Zeipfle Club in der Rothaus Arena   | 2 000     |         |         |
| 16 mai 2014             | Münster                 | Allemagne               | Jovel Music Hall                    | 1 500     |         |         |
| 19 mai 2014             | Nuremberg               | Allemagne               | Löwensaal                           | 2 000     |         |         |
| 20 mai 2014             | Dresde                  | Allemagne               | Alter Schlachthof                   | 2 000     |         |         |
| 21 mai 2014             | Hanovre                 | Allemagne               | Capitol                             | 2 200     |         |         |
| Afrique                 |                         |                         |                                     |           |         |         |
| 24 mai 2014             | Saint Pierre            | France (La Réunion)     | Sakifo                              | 15 000    |         |         |
| 30 mai 2014             | Alger                   | Algérie                 | La coupole                          | 7 000     |         |         |
| 2 juin 2014             | Rabat                   | Maroc                   | Festival Mawazine                   | 183 000   |         |         |
| Europe                  |                         |                         |                                     |           |         |         |
| 4 juin 2014             | Saint-Étienne           | France                  | Festival Paroles et Musiques        | 7 200     |         |         |
| 5 juin 2014             | Épernay                 | France                  | Le Millesium                        | 4 500     |         |         |
| 6 juin 2014             | Saint-Laurent-de-Cuves  | France                  | Festival Papillons de nuit          | 20 000    |         |         |
| 8 juin 2014             | Clermont-Ferrand        | France                  | Festival Europavox                  | 1 500     |         |         |
| 12 juin 2014            | Lyon                    | France                  | Les Nuits de Fourvière              | 4 000     |         |         |
| 13 juin 2014            | Ruoms                   | France                  | Aluna Festival,                     | 20 000    |         |         |
| Amérique du Nord,       |                         |                         |                                     |           |         |         |
| 17 juin 2014            | Montréal                | Canada                  | Centre Bell                         | 21 000    |         |         |
| 18 juin 2014            | Montréal                | Canada                  | Centre Bell                         | 21 000    |         |         |
| 20 juin 2014            | New York                | États-Unis              | Best Buy Theater                    | 2 100     |         |         |
| Europe                  |                         |                         |                                     |           |         |         |
| 29 juin 2014            | Glastonbury             | Royaume-Uni             | Glastonbury Festival                | 2 000     |         |         |
| 1er juillet 2014        | Milan                   | Italie                  | Discothèque Alcatraz                | 2 000     |         |         |
| 3 juillet 2014          | Hérouville-Saint-Clair  | France                  | Domaine de Beauregard               | 23 000    |         |         |
| 4 juillet 2014          | Belfort                 | France                  | Eurockéennes de Belfort             | 27 000    |         |         |
| 5 juillet 2014          | Arras                   | France                  | Main Square Festival                | 40 000    |         |         |
| 6 juillet 2014          | Werchter                | Belgique                | iRock Werchter                      | 88 000    |         |         |
| 10 juillet 2014         | Novi Sad                | Serbie                  | Exit Festival                       | 5 000     |         |         |
| 11 juillet 2014         | Novi Sad                | Serbie                  | Petrovaradin Fortress               | 7 000     |         |         |
| 12 juillet 2014         | Liège                   | Belgique                | Les Ardentes                        | 20 000    |         |         |
| 13 juillet 2014         | Aix-les-Bains           | France                  | Festival Musilac                    | 15 000    |         |         |
| 14 juillet 2014         | La Rochelle             | France                  | Francofolies                        | 15 000    |         |         |
| 16 juillet 2014         | Spa                     | Belgique                | Les Francofolies de Spa             | 12 000    |         |         |
| 17 juillet 2014         | Saint-Laurent-sur-Sèvre | France                  | Château de la Barbinière            | 15 000    |         |         |
| 18 juillet 2014         | Carhaix                 | France                  | Festival Les Vieilles Charrues      | 60 000    |         |         |
| 19 juillet 2014         | Biarritz                | France                  | Big Festival                        | 12 000    |         |         |
| 22 juillet 2014         | Six-Fours-les-Plages    | France                  | Ile du Gaou                         | 9 000     |         |         |
| 23 juillet 2014         | Nyon                    | Suisse                  | Paleo Festival                      | 30 000    |         |         |
| 24 juillet 2014         | Nîmes                   | France                  | Festival de Nîmes                   | 11 000    |         |         |
| 26 juillet 2014         | Berlin                  | Allemagne               | Greenville Festival                 | 8 000     |         |         |
| 9 août 2014             | Zofingue                | Suisse                  | Heitere Festival                    | 15 000    |         |         |
| 11 août 2014            | Tunis                   | Tunisie                 | Festival international de Carthage, | 5 000     |         |         |
| 14 août 2014            | Budapest                | Hongrie                 | Sziget Festival                     | 18 000    |         |         |
| 15 août 2014            | Vienne                  | Autriche                | Frequency Festival                  | 12 000    |         |         |
| 16 août 2014            | Biddinghuizen           | Pays-Bas                | Lowlands Festival                   | 15 000    |         |         |
| Amérique du Nord        |                         |                         |                                     |           |         |         |
| 17 septembre 2014       | Philadelphie            | États-Unis              | Trocadero Theatre                   | 1 500     |         |         |
| 18 septembre 2014       | Washington              | États-Unis              | 9 :30 Club                          | 1 200     |         |         |
| 19 septembre 2014       | New York                | États-Unis              | Terminal 5                          | 3 000     |         |         |
| 20 septembre 2014       | New York                | États-Unis              | Terminal 5                          | 3 000     |         |         |
| 21 septembre 2014       | Boston                  | États-Unis              | Paradise Rock Club                  | 930       |         |         |
| 23 septembre 2014       | Toronto                 | Canada                  | Sound Academy                       | 1 000     |         |         |
| 24 septembre 2014       | Chicago                 | États-Unis              | Metro                               | 1 200     |         |         |
| 25 septembre 2014       | Minneapolis             | États-Unis              | Mill City Nights                    | 1 200     |         |         |
| 27 septembre 2014       | Englewood               | États-Unis              | Gothic Theatre                      | 1 100     |         |         |
| 28 septembre 2014       | Salt Lake City          | États-Unis              | The Depot                           | 1 300     |         |         |
| 30 septembre 2014       | Vancouver               | Canada                  | Vogue Theatre                       | 1 150     |         |         |
| 1er octobre 2014        | Seattle                 | États-Unis              | The Showbox                         | 1 100     |         |         |
| 3 octobre 2014          | San Francisco           | États-Unis              | Mezzanine                           | 1 300     |         |         |
| 4 octobre 2014          | Los Angeles             | États-Unis              | Fonda Theatre                       | 1 500     |         |         |
| 5 octobre 2014          | Los Angeles             | États-Unis              | Fonda Theatre                       | 1 500     |         |         |
| Europe                  |                         |                         |                                     |           |         |         |
| 14 octobre 2014         | Saint-Herblain          | France                  | Zénith de Nantes Métropole          | 9 000     |         |         |
| 15 octobre 2014         | Saint-Herblain          | France                  | Zénith de Nantes Métropole          | 9 000     |         |         |
| 16 octobre 2014         | Tours                   | France                  | Grand Hall                          | 12 000    |         |         |
| 17 octobre 2014         | Angers                  | France                  | Arena Loire                         | 8 000     |         |         |
| 18 octobre 2014         | Le Mans                 | France                  | Antarès                             | 8 080     |         |         |
| 21 octobre 2014         | Marseille               | France                  | Le Dôme                             | 8 500     |         |         |
| 22 octobre 2014         | Montpellier             | France                  | Park&Suites Arena                   | 14 800    |         |         |
| 23 octobre 2014         | Toulouse                | France                  | Zénith de Toulouse                  | 11 000    |         |         |
| 24 octobre 2014         | Toulouse                | France                  | Zénith de Toulouse                  | 11 000    |         |         |
| 25 octobre 2014         | Bordeaux                | France                  | Patinoire de Meriadeck              | 7 200     |         |         |
| 28 octobre 2014         | Le Havre                | France                  | Docks Océane                        | 3 600     |         |         |
| 29 octobre 2014         | Le Grand-Quevilly       | France                  | Zénith de Rouen                     | 8 000     |         |         |
| 31 octobre 2014         | Cournon-d'Auvergne      | France                  | Zénith d'Auvergne                   | 9 400     |         |         |
| 1er novembre 2014       | Lyon                    | France                  | Halle Tony Garnier                  | 14 000    |         |         |
| 2 novembre 2014         | Saint-Étienne           | Zénith de Saint-Étienne | 7 200                               |           |         |         |
| 5 novembre 2014         | Genève                  | Suisse                  | Geneva Arena                        | 9 500     |         |         |
| 6 novembre 2014         | Dijon                   | France                  | Zénith de Dijon                     | 9 000     |         |         |
| 7 novembre 2014         | Esch-sur-Alzette        | Luxembourg              | Rockhal                             | 6 500     |         |         |
| 8 novembre 2014         | Nancy                   | France                  | Zénith de Nancy                     | 6 000     |         |         |
| 12 novembre 2014        | Douai                   | France                  | Espace Gayant                       | 13 000    |         |         |
| 13 novembre 2014        | Bruxelles               | Belgique                | P12                                 | 15 000    |         |         |
| 14 novembre 2014        | Bruxelles               | Belgique                | P12                                 | 15 000    |         |         |
| 16 novembre 2014        | Bruxelles               | Belgique                | P12                                 | 15 000    |         |         |
| 17 novembre 2014        | Paris                   | France                  | Bercy Arena                         | 16 000    |         |         |
| 20 novembre 2014        | Amsterdam               | Pays-Bas                | Ziggo-Dome                          | 17 000    |         |         |
| 21 novembre 2014        | Amsterdam               | Pays-Bas                | Ziggo-Dome                          | 17 000    |         |         |
| 25 novembre 2014        | Rennes                  | France                  | Le Muzikhall                        | 7 000     |         |         |
| 27 novembre 2014        | Paris                   | France                  | Bercy Arena                         | 16 000    |         |         |
| 28 novembre 2014        | Paris                   | France                  | Bercy Arena                         | 16 000    |         |         |
| 29 novembre 2014        | Paris                   | France                  | Bercy Arena                         | 16 000    |         |         |
| 30 novembre 2014        | Paris                   | France                  | Bercy Arena                         | 16 000    |         |         |
| 4 décembre 2014         | Munich                  | Allemagne               | Zenith                              | 9 000     |         |         |
| 5 décembre 2014         | Zurich                  | Suisse                  | Hallenstadion                       | 13 000    |         |         |
| 7 décembre 2014         | Berlin                  | Allemagne               | Columbiahalle                       | 3 000     |         |         |
| 9 décembre 2014         | Londres                 | Royaume-Uni             | The Eventim Apollo                  | 2 200     |         |         |
| 12 décembre 2014        | Moscou                  | Russie                  | Crocus City Hall                    | 7 500     |         |         |
| 15 décembre 2014        | Milan                   | Italie                  | Mediolanum Forum                    | 13 200    |         |         |
| 16 décembre 2014        | Rome                    | Italie                  | Palalottomatica                     | 11 200    |         |         |
| 17 décembre 2014        | Rome                    | Italie                  | Palalottomatica                     | 11 200    |         |         |
| Total (deuxième partie) | Total (deuxième partie) | Total (deuxième partie) | Total (deuxième partie)             | 1 435 860 |         |         |

## Dates de la tournée (troisième partie)
| Date                     | Ville                    | Pays                             | Lieu                                          | Affluence |
| Amérique du Nord         | Amérique du Nord         | Amérique du Nord                 | Amérique du Nord                              |           |
| ------------------------ | ------------------------ | -------------------------------- | --------------------------------------------- | --------- |
| 15 mars 2015             | Austin                   | États-Unis                       | South by Southwest (Brushy « Spotify House ») | 7 000     |
| 18 mars 2015             | Austin                   | États-Unis                       | South by Southwest (NPR Showcase)             | 8 000     |
| Amérique du Sud          |                          |                                  |                                               |           |
| 21 mars 2015             | Rio de Janeiro           | Brésil                           | Black2Black Festival                          | 6 000     |
| 22 mars 2015             | São Paulo                | Brésil                           | Club Audio                                    | 7 000     |
| Amérique du Nord         |                          |                                  |                                               |           |
| 5 avril 2015             | Vancouver                | Canada                           | Orpheum                                       | 2 780     |
| 6 avril 2015             | Seattle                  | États-Unis                       | ShowBox SoDo                                  | 1 100     |
| 7 avril 2015             | Portland                 | États-Unis                       | Crystal Ballroom                              | 2 000     |
| 9 avril 2015             | Oakland                  | États-Unis                       | Fox Theatre                                   | 3 000     |
| 10 avril 2015            | Oakland                  | États-Unis                       | Fox Theatre                                   | 3 000     |
| 12 avril 2015            | Indio                    | États-Unis                       | Coachella Festival                            | 12 500    |
| 14 avril 2015            | Los Angeles              | États-Unis                       | Club Nokia                                    | 2 300     |
| 15 avril 2015            | Los Angeles              | États-Unis                       | Club Nokia                                    | 2 300     |
| 16 avril 2015            | Las Vegas                | États-Unis                       | Boulevard Pool                                | 3 000     |
| 19 avril 2015            | Indio                    | États-Unis                       | Coachella Festival                            | 12 500    |
| Antilles                 |                          |                                  |                                               |           |
| 22 avril 2015            | Les Abymes (Guadeloupe)  | France                           | Stade des Abymes                              | 17 000    |
| Afrique                  |                          |                                  |                                               |           |
| 13 mai 2015              | Dakar                    | Sénégal                          | Monument de la Renaissance                    | 12 000    |
| 16 mai 2015              | Praia                    | Cap-Vert                         | Gamboa Festival                               | TBA       |
| 19 mai 2015              | Douala                   | Cameroun                         | Maison du parti de bonanjo                    | TBA       |
| 23 mai 2015              | Abidjan                  | Côte d'Ivoire                    | Open air Heden Golf                           | TBA       |
| 6 juin 2015              | Libreville               | Gabon                            | Stade de Libreville                           | TBA       |
| 10 juin 2015             | Brazzaville              | République du Congo              | Palais des Congrès                            | TBA       |
| 13 juin 2015             | Kinshasa                 | République démocratique du Congo | Théâtre de Verdure                            | Annulé    |
| 20 juin 2015             | Kigali                   | Rwanda                           | Stade Amahoro                                 | Annulé    |
| Europe                   |                          |                                  |                                               |           |
| 5 juillet 2015           | Londres                  | Royaume-Uni                      | New Look Wireless                             | Annulé    |
| 8 juillet 2015           | Rome                     | Italie                           | Rock in Roma                                  | Annulé    |
| 11 juillet 2015          | Oeiras                   | Portugal                         | Nos alive festival                            | Annulé    |
| 13 juillet 2015          | Locarno                  | Suisse                           | Festival Moon & Stars                         | Annulé    |
| 14 juillet 2015          | Piazzola sul Brenta      | Italie                           | Anfiteatro Camerini                           | Annulé    |
| 16 juillet 2015          | Benicàssim               | Espagne                          | Festival de Benicassim                        | Annulé    |
| Amérique du Nord         |                          |                                  |                                               |           |
| 19 juillet 2015          | Québec                   | Canada                           | Festival d'été                                | Annulé    |
| 31 juillet 2015          | Montréal                 | Canada                           | Osheaga                                       | Annulé    |
| 2 août 2015              | Chicago                  | États-Unis                       | Lollapalooza Festival                         | Annulé    |
| 12 septembre 2015        | Miami                    | États-Unis                       | James L. Knight Center Complex                | 4 600     |
| 14 septembre 2015        | Atlanta                  | États-Unis                       | The Buckhead Theatre                          | 2 500     |
| 16 septembre 2015        | Washington               | États-Unis                       | Echostage                                     | 2 000     |
| 17 septembre 2015        | Philadelphie             | États-Unis                       | The Electric Factory                          | Annulé    |
| 18 septembre 2015        | Boston                   | États-Unis                       | House of Blues                                | 2 500     |
| 21 septembre 2015        | Chicago                  | États-Unis                       | Riviera Theatre                               | 2 500     |
| 22 septembre 2015        | Minneapolis              | États-Unis                       | Myth                                          | Annulé    |
| 25 septembre 2015        | Detroit                  | États-Unis                       | Royal Oak Music Theatre                       | 1 700     |
| 26 septembre 2015        | Toronto                  | Canada                           | Echo Beach                                    | 6 500     |
| 28 septembre 2015        | Montréal                 | Canada                           | Centre Bell                                   | 15 000    |
| 29 septembre 2015        | Montréal                 | Canada                           | Centre Bell                                   | 15 000    |
| 1er octobre 2015         | New York                 | États-Unis                       | Madison Square Garden                         | 15 000    |
| Afrique                  |                          |                                  |                                               |           |
| 10 octobre 2015          | Kinshasa                 | République démocratique du Congo | Parking Hôtel Pullman                         | 6 000     |
| 17 octobre 2015          | Kigali                   | Rwanda                           | ULK Stadium                                   | 25 000    |
| Total (troisième partie) | Total (troisième partie) | Total (troisième partie)         | Total (troisième partie)                      | 199 780   |